# 梁庭瑜
梁庭瑜（1998年1月3日—），台灣女子羽球選手，隸屬亞柏羽球隊，2023年高雄羽球大師賽女子單打冠軍。

## 簡歷
梁庭瑜出身高雄，畢業於高雄國昌國中，在國中時期取得中華民國羽球協會甲組球員資格，後就讀高雄左營高中、國立體育大學。2014年2月，梁庭瑜代表中華台北出戰臺北市舉行的亞洲青年羽毛球錦標賽，協助隊伍贏得團體賽季軍。
梁庭瑜在2016年5月從合庫轉隊至亞柏後，曾在2018年馬來西亞羽毛球國際系列賽獲得女單亞軍、2019年珀斯羽毛球國際賽奪得女單冠軍暨國際賽首冠、2022年巴林羽毛球國際系列賽搭檔吳玓蓉獲得女雙冠軍。
2023年6月，梁庭瑜在法國南特國際挑戰賽獲得女單亞軍。同年10月，她在家鄉舉辦的高雄羽球大師賽闖入女子單打決賽，並以2比1（22-20、15-21、21-14）戰勝賽會五號種子、日本選手郡司莉子，獲得生涯首座世界羽聯世界巡迴賽冠軍。

## 主要比賽成績
只列出曾進入準決賽的國際賽事成績：
| 年份   | 賽事                     | 公開賽級別 | 項目     | 搭檔   | 成績   |
| ------ | ------------------------ | ---------- | -------- | ------ | ------ |
| 2014年 | 亞洲青年羽毛球錦標賽     | 其他       | 混合團體 | －     | 季軍   |
| 2014年 | 奧克蘭羽毛球國際賽       | 國際系列賽 | 女子單打 | －     | 準決賽 |
| 2018年 | 越南羽毛球國際挑戰賽     | 國際挑戰賽 | 女子單打 | －     | 準決賽 |
| 2018年 | 馬來西亞羽毛球國際系列賽 | 國際系列賽 | 女子單打 | －     | 亞軍   |
| 2018年 | 馬來西亞羽毛球國際系列賽 | 國際系列賽 | 女子雙打 | 楊育綺 | 準決賽 |
| 2018年 | 美國羽毛球國際挑戰賽     | 國際挑戰賽 | 女子單打 | －     | 準決賽 |
| 2019年 | 珀斯羽毛球國際賽         | 未來系列賽 | 女子單打 | －     | 冠軍   |
| 2022年 | 北港羽毛球國際賽         | 國際挑戰賽 | 女子單打 | －     | 準決賽 |
| 2022年 | 巴林羽毛球國際系列賽     | 國際系列賽 | 女子雙打 | 吳玓蓉 | 冠軍   |
| 2023年 | 南特羽毛球國際挑戰賽     | 國際挑戰賽 | 女子單打 | －     | 亞軍   |
| 2023年 | 高雄羽球大師賽           | 超級100賽  | 女子單打 | －     | 冠軍   |
| 2024年 | 印尼泗水羽毛球大師賽     | 超級100賽  | 女子單打 | －     | 準決賽 |

| 2007-2017年 | 首要超級賽 | 超級賽 | 黃金大獎賽 | 大獎賽 | 國際挑戰賽 | 國際系列賽 | 未來系列賽 | 其他 |

| 2018-2026年 | 總決賽 | 超級1000賽 | 超級750賽 | 超級500賽 | 超級300賽 | 超級100賽 | 國際挑戰賽 | 國際系列賽 | 未來系列賽 | 其他 |

## 外部連結
- 梁庭瑜在BWFBadminton.com（英语）
- 梁庭瑜在BWF.TournamentSoftware.com（英语）
- 梁庭瑜在Flashscore（英语）